# Shailyn Pierre-Dixon

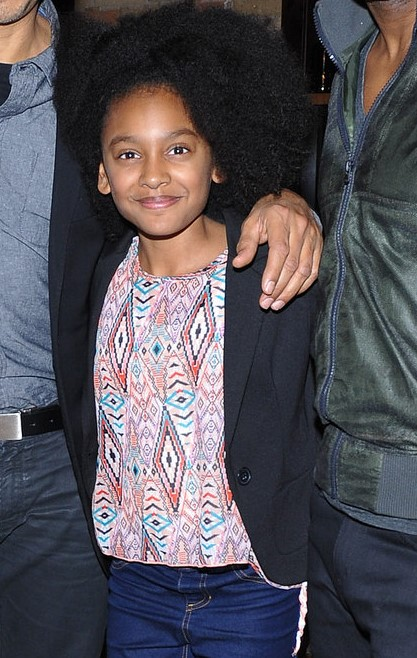
Shailyn Pierre-Dixon

Shailyn Pierre-Dixon (* 1. Juni 2003 in Caledon, Ontario) ist eine kanadische Filmschauspielerin.

## Leben
Shailyn Pierre-Dixon war Kinder-Model und wurde durch ihre Mutter Christina Dixon zur Schauspielerei inspiriert. Seit 2013 spielt sie in Filmen und Serien. Für ihre Darstellung der jungen Aminata in der Miniserie The Book of Negroes wurde sie mit einem Canadian Screen Award ausgezeichnet. In der Serie Between war sie als Frances zu sehen, in Suicide Squad als Zoe.

## Filmografie (Auswahl)
- 2013: Urlaub mit Hindernissen (The Best Man Holiday)
- 2015: The Book of Negroes (Miniserie, 3 Folgen)
- 2015–2016: Between (Fernsehserie, 12 Folgen)
- 2016: Suicide Squad
- 2022: Departure (Fernsehserie, 1 Folge)